# Wäinö Aaltonen
Wäinö Aaltonen (n. 8 martie 1894 – d. 30 mai 1966) a fost un sculptor și pictor finlandez. Reprezentant de frunte al plasticii moderne din Finlanda, Aaltonen a realizat remarcabile monumente sculptate și portrete-bust în atelierul său situat în apropierea capitalei (Aleksis Kivi, Helsinki; Nurmi, Helsinki, Atheneum; Sibelius, Göteborg, Muzeu) Alte lucrări: Nud feminin (granit negru); Portretul lui Victor Westerholm (marmură).